# Количели (Мачерата)
Количели (итал. Collicelli) насеље је у Италији у округу Мачерата, региону Марке.
Према процени из 2011. у насељу је живело 41 становника. Насеље се налази на надморској висини од 519 м.